# 아시 레비
아시 레비(히브리어: אסי לוי, 영어: Asi Levi, 1969년 9월 28일 ~ )는 이스라엘의 배우이다. 제17회 오빌상 여우주연상 수상자이다.